# Челопек
Вижте пояснителната страница за други значения на Челопек.
Челопѐк е село в Северозападна България, община Враца, област Враца.

## География
Село Челопек се намира на около 9 км юг-югоизточно от областния център Враца и на около 3 км север-северозападно от река Искър при село Лютиброд. Разположено е в източното подножие на Врачанската планина, върху сравнително стръмен терен с преобладаващ наклон на североизток. Надморската височина в центъра на селото е около 602 м.
Третокласният републикански път III-1004 от Враца през село Паволче минава през Челопек и продължава на запад и север до връх Околчица (Вола). Общински път на югоизток свързва Челопек със село Лютиброд, гара Лютиброд на жп линията София – Горна Оряховица – Варна, както и с второкласния републикански път II-16.
Населението на село Челопек, наброявало 869 души при преброяването към 1934 г. и след колебания в числеността намаляло до 694 души към 1992 г., наброява 483 души (по текущата демографска статистика за населението) към 2020 г.
При преброяването на населението към 1 февруари 2011 г., от обща численост 502 лица, за 496 лица е посочена принадлежност към „българска“ етническа група и за 6 не е даден отговор.

## История
От района на Челопек досега не са известни исторически паметници. Челопек се появява за първи път с днешното си име в един османски документ от средата на XV век. В края на XVIII век е ограбено и опожарено от кърджалийски банди и оцелелите му жители се пръснали из планинските гори. Като преминала кърджалийската стихия, жителите на Челопек се върнали и обновили селото на сегашното му място.
Училище в село Челопек е основано през 1879 г. като начално, каквото остава до 1926 г., когато е открит и пети клас (първи прогимназиален До 1934 г. са открити VІ и VІІ класове, прогимназията става пълна и получава наименованието Народно основно училище „Христо Ботев“. През следващите години и след 1944 г. училището продължава да съществува до закриването си. 

## Население
Преброяване на населението през 2011 г.
Численост и дял на етническите групи според преброяването на населението през 2011 г.:
|                     | Численост | Дял (в %) |
| Общо                | 502       | 100,00    |
| Българи             | 496       | 98,80     |
| Турци               | 0         | 0,00      |
| Цигани              | 0         | 0,00      |
| Други               | 0         | 0,00      |
| Не се самоопределят | 0         | 0,00      |
| Неотговорили        | 6         | 1,19      |

## Обществени институции
Село Челопек към март 2022 г. е център на кметство Челопек.
В село Челопек към 2022 г. има:
- действащо читалище „Огнище – 1930“;[10][11]
- православна църква „Свети Димитър Солунски“,[12][13] изградена през 2002 г.[12]
- параклис „Свети Георги Победоносец“ – при влизането в селото по пътя от село Лютиброд.
- пощенска станция.[14]

## Културни и природни забележителности
Челопек е родното село на българската героиня баба Илийца, възпята от Иван Вазов в разказа „Една българка“. В Челопек има къща-музей „Баба Илийца“.
В парка край площада в центъра на селото има паметник на загиналите във войните: Балканската, Междусъюзническата, Първата и Втората световни войни.
В селото е изградена туристическа пътека, започваща от къщата-музей „Баба Илийца“, минаваща през горска местност и стигаща до местността Кривульо, където е лобното място на войводата Перо Херцеговинеца. Дължината на пътеката е 800 м, а в края ѝ е туристическият заслон „Погледец“. От Погледец може да се продължи към връх Околчица.
Втора екопътека, започваща от къщата-музей, продължава в североизточна посока към историческата местност Рашов дол над Лютиброд, откривайки гледка към Искърския пролом. От Рашов дол пътеката слиза към стръмен дол и стига до мястото, където през 1876 г., при опит да се прехвърлят от другата страна на реката, са убити дванадесет Ботеви четници, водени от Георги Апостолов. Оттук през моста на река Искър, пътят продължава към Черепишкия манастир.

## Редовни събития
Събор на Петковден, когато се готви курбан чорба за здраве на жителите и гостите.